# Jekatierina Kupina
Jekatierina Kupina (ros.: Екатерина Купина; ur. 2 lutego 1986) – rosyjska lekkoatletka specjalizująca się w biegu na 800 metrów.
Srebrna medalistka uniwersjady w Kazaniu (2013). Stawała na podium mistrzostw Rosji.
Rekordy życiowe w bieg na 800 metrów: stadion – 1:59,21 (2 czerwca 2013, Jerino); hala – 1:59,58 (3 lutego 2013, Biełgorod); bieg na 1000 metrów – 2:36,41 (25 sierpnia 2013, Warszawa). 

## Osiągnięcia
| Rok  | Impreza                   | Miejsce | Lokata     | Wynik   |
| ---- | ------------------------- | ------- | ---------- | ------- |
| 2013 | Uniwersjada               | Kazań   | 2. miejsce | 1:59,57 |
| 2014 | Halowe mistrzostwa świata | Sopot   | eliminacje | 2:03,17 |